# Kirche Golchen

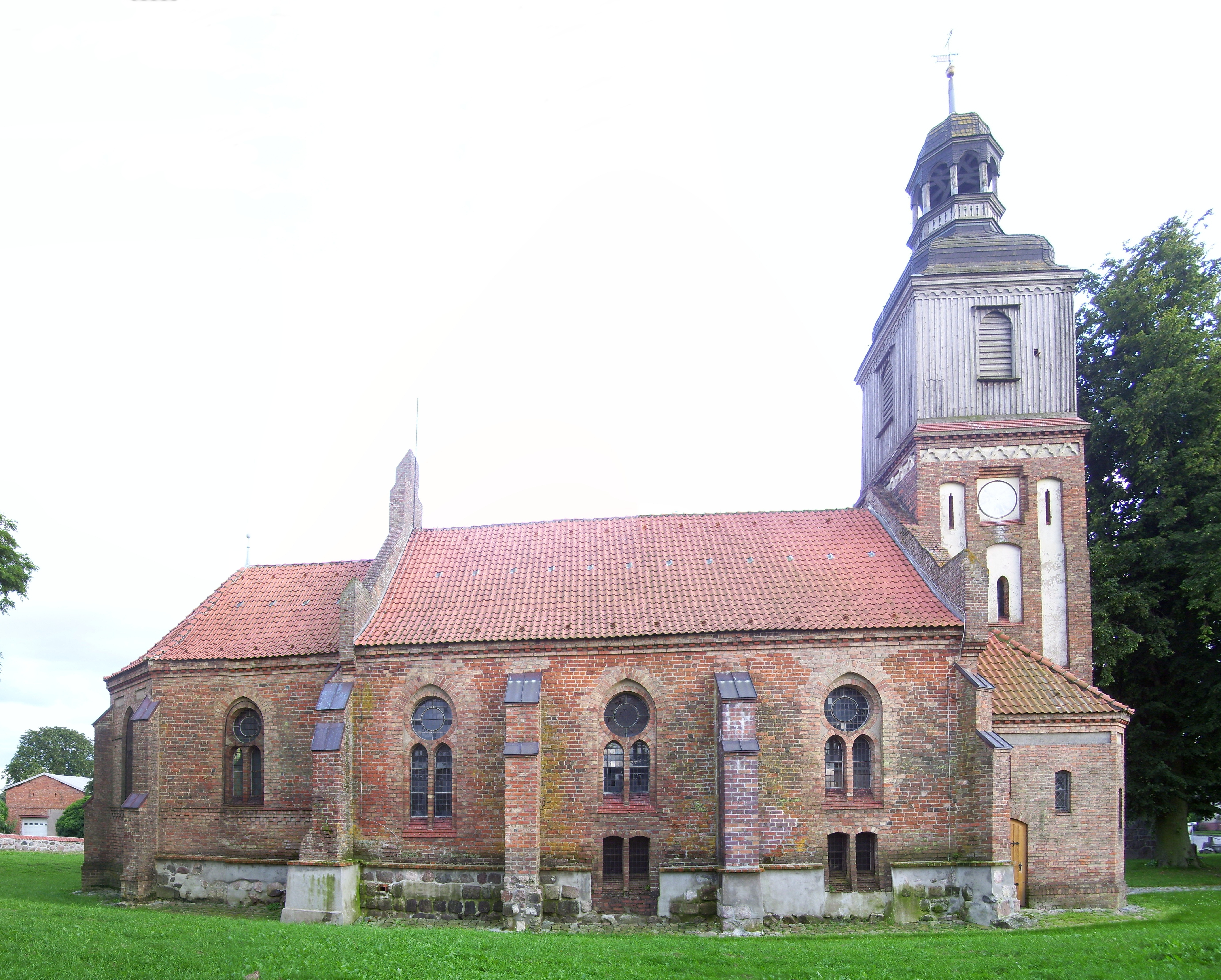
Kirche Golchen

Die Kirche Golchen ist ein Kirchengebäude in der Gemeinde Golchen im Landkreis Mecklenburgische Seenplatte in Mecklenburg-Vorpommern. Sie gehört seit 2012 zur Propstei Demmin im Pommerschen Evangelischen Kirchenkreis der Evangelisch-Lutherischen Kirche in Norddeutschland. Vorher gehörte sie zum Kirchenkreis Demmin der Pommerschen Evangelischen Kirche.

## Gebäude
Die Grundmauern der Saalkirche wurde im 15. oder 16. Jahrhundert aus Backstein errichtet. Der querrechteckige Chor mit umlaufendem Konsolfries ist jünger. In der zweiten Hälfte des 19. Jahrhunderts wurde das Gebäude stark überformt, der Chor erhielt seinen dreiseitigen Abschluss. Gleichzeitig wurde der quadratische Westturm gebaut und die Brautpforte angelegt. Die Sakristei wurde wahrscheinlich nur erneuert. Der Turm hat seitliche Anbauten und einen hölzernen Aufsatz mit offener Laterne. Gestufte Strebepfeiler stützen Chor und Schiff. Die Fenster sind zweibahnig mit großem Scheitelokulus.

## Ausstattung

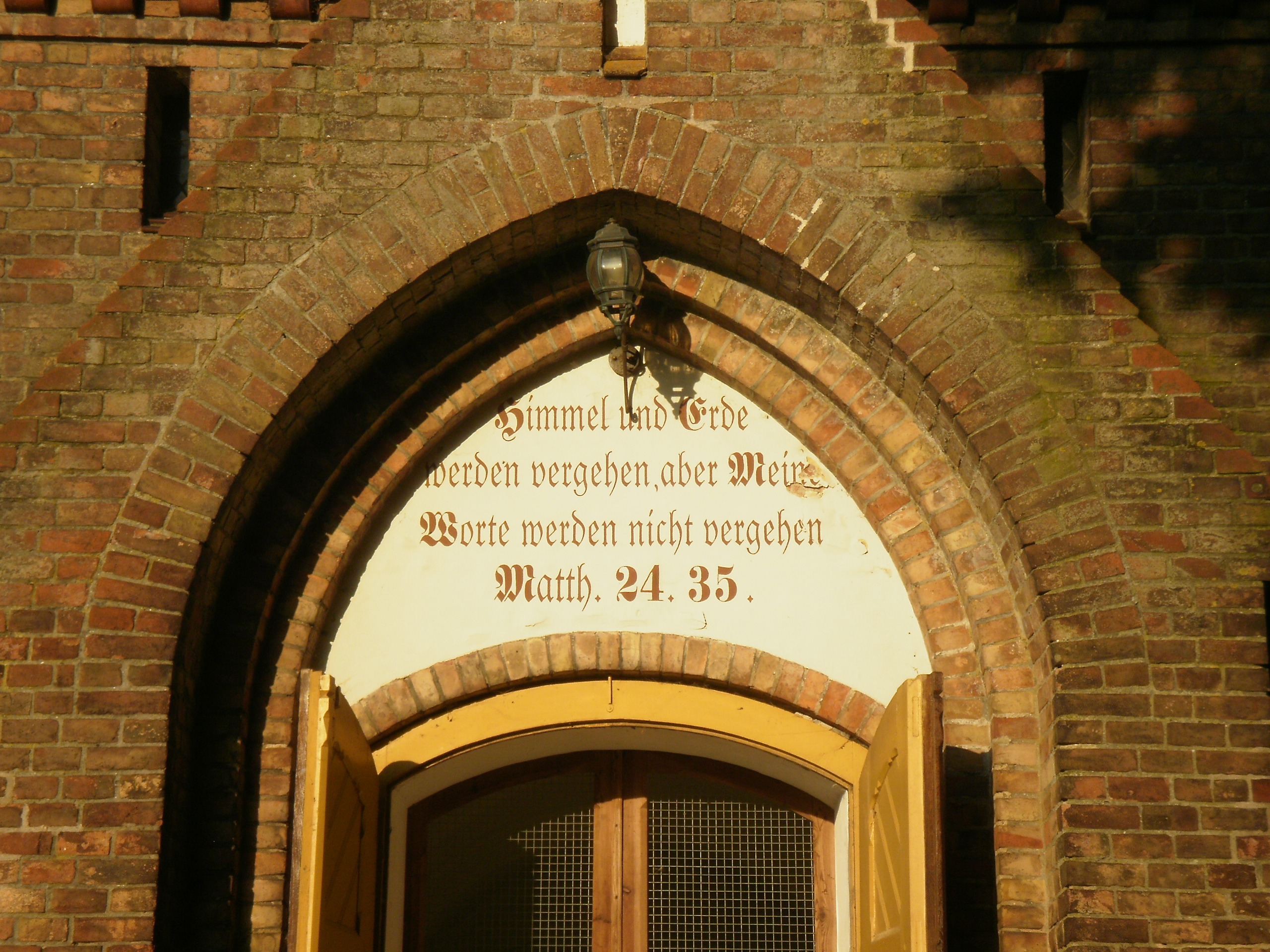
Spruch über dem Eingangsportal

Das Dorf Golchen und seine Kirche wurden bei einem großen Brand im Jahre 1764 stark beschädigt. Durch den Wiederaufbau 1767 kam es zu baulichen Veränderungen gegenüber dem spätgotischen Kern.
Das Kirchenschiff, der Chor und die Sakristei sind flachgedeckt. Die 1965 renovierte Turmhalle hat ein Kreuzgratgewölbe an dem Reste der Ausmalung aus dem 19. Jahrhundert erhalten sind.
Kanzel, Gestühl und Taufe sind in Holz im Stil der Neugotik ausgestattet. Aus der Glasmalereianstalt Ferdinand Müller stammen Glasmalereien aus dem Jahr 1895, die sich ursprünglich wohl in allen Rundbogenfenster befanden. Davon sind zwei Medaillons mit originaler Einfassung erhalten, fünf weitere wurden 1965 deponiert.
Die Orgel wurde wahrscheinlich von August Wilhelm Grüneberg um 1830 gebaut. Dessen Urenkel Barnim Grüneberg jun. ersetzte nach 1945 einige verloren gegangenen Pfeifen. 2010 erfolgte eine teilweise Restaurierung durch Johann-Gottfried Schmidt.
Im September 1917 mussten die ursprünglichen Kirchturmglocken nach Demmin für Kriegszwecke abgeliefert werden. Eine neue Glocke bekam die Golchener Kirche am 14. Dezember 1927. Geweiht wurde das Geläut, welches bereits 1620 hergestellt wurde, am 15. Januar 1928.